# Mikael Waldorff
Mikael Waldorff (født 9. august 1946 i Faaborg) er en dansk skuespiller og tidligere politiker fra Venstresocialisterne. Waldorff var medlem af Folketinget i 1977 til 1984. Ansat i Dansk Skuespillerforbund 1984, først som sekretariatschef, senere direktør. Nuværende funktion: seniorkonsulent med arbejdsområder: forhandling og internationalt arbejde i FIA (Federation International des Acteurs).[kilde mangler]
I 1985 kaldte Waldorff politiets uropatrulje for "halvfascister". Han blev stævnet for injurier, men frifundet i byretten.